# Обрыв (приток Омолона)
Обрыв — река в России, на севере Дальнего Востока, правый приток Омолона. Протекает по территории Северо-Эвенского района Магаданской области. Длина — 39 км. Река берёт начало с Молонгдинского хребта Колымского нагорья и протекает вдали от населённых пунктов.

## Данные водного реестра
По данным государственного водного реестра России относится к Анадыро-Колымскому бассейновому округу, речной бассейн реки — Колыма, речной подбассейн — Омолон. Водохозяйственный участок реки — река Омолон.
Код объекта в государственном водном реестре — 19010200112119000051565.